# St. Nikolaus (Reichenbach am Heuberg)
Die römisch-katholische Pfarrkirche St. Nikolaus steht in Reichenbach am Heuberg, einer Gemeinde im Landkreis Tuttlingen in Baden-Württemberg. Sie steht am südlichen Rand des Dorfkerns unweit des Rathauses und bildet das weithin sichtbare Wahrzeichen des Ortes. Die Pfarrei gehört zum Dekanat Tuttlingen-Spaichingen in der Diözese Rottenburg-Stuttgart.

## Geschichte
Die erste urkundliche Erwähnung einer Kirche in Reichenbach stammt aus dem Jahr 1404. Reichenbach war damals Filialgemeinde der Pfarrei Egesheim, die ab 1412 vom Kloster Beuron betreut wurde. 1514 wurde in Reichenbach eine Messpfründe gestiftet. Im Jahr 1677 erfolgte die Erhebung der Kaplanei zur selbständigen Pfarrei.
Die heutige Pfarrkirche St. Nikolaus wurde im Jahr 1721 auf Initiative des Augustinerchorherrenstifts Beuron im damals gängigen Stil des ländlichen Barocks errichtet.
Am 10. Mai 1840 kam es zu einem Brand im Dachstuhl über dem Chor. Durch das rasche Eingreifen aufmerksamer Bürger konnte das Feuer gelöscht werden, das Dach wurde anschließend erneuert. Gegen Ende des 19. Jahrhunderts wurde die barocke Innenausstattung im Zuge einer Neuausrichtung des liturgischen Geschmacks verändert. In den frühen 1950er Jahren wurde die Kirche erneut umgestaltet. Dabei bemühte man sich um eine Rückführung zur ursprünglichen barocken Gestaltung.

## Orgel
Die Orgel der Pfarrkirche St. Nikolaus wurde 1763 von dem Orgelbauer Hieronymus Spiegel aus Rottenburg am Neckar errichtet. Das Werk gehört zu den wenigen weitgehend erhaltenen Instrumenten von Hieronymus Spiegel und weist einen hohen Anteil an Originalsubstanz auf. 
Die ursprüngliche Disposition umfasste 10 Register auf einem Manual und Pedal mit mechanischer Schleiflade und Pedal-Tonventillade. Der Manualumfang reichte von C bis c3, der Pedalumfang von C bis H. Charakteristisch war die kurze Oktave und die Verwendung von drei Spanbälgen.
1834 nahm Joseph Braun aus Spaichingen einen umfangreichen Umbau vor. Dabei wurde ein neuer Manual-Kanzellenkörper eingebaut, die Tonumfänge erweitert, fehlende Halbtöne ergänzt und ein freistehender Spieltisch eingerichtet.
1889 erfolgte ein weiterer Eingriff durch Johann Baptist Schefold aus Biberach. Er ersetzte die Sesquialtera durch ein Salicional 8′, änderte die Mixtur auf 2′-Lage und passte weitere Register an. Zudem wurden neue Kastenbälge installiert, die auf dem Dachboden der Kirche aufgestellt wurden.
Während des Zweiten Weltkriegs mussten 1938 die Prospektpfeifen zu Kriegszwecken abgegeben werden, sie wurden durch Zinkpfeifen ersetzt, geliefert von den Gebrüdern Stehle aus Bittelbronn.
1983 wurde das Instrument durch Mönch Orgelbau einer umfassenden Restaurierung unterzogen. Ziel war die weitgehende Rekonstruktion des Zustands von 1763 unter konservatorischen Gesichtspunkten. Die Pfeifen von Braun (1834) und der neue Kanzellenkörper wurden beibehalten, fehlende originale Bestandteile rekonstruiert und ein neuer Spanbalg eingebaut. Seit dieser Restaurierung gilt die Reichenbacher Orgel als das Spiegel-Instrument mit dem höchsten Anteil an originaler Substanz.